# Chuignolles
Chuignolles és un municipi francès situat al departament del Somme i a la regió de Nord - Pas de Calais - Picardia. L'any 2007 tenia 153 habitants.

## Demografia

### Població

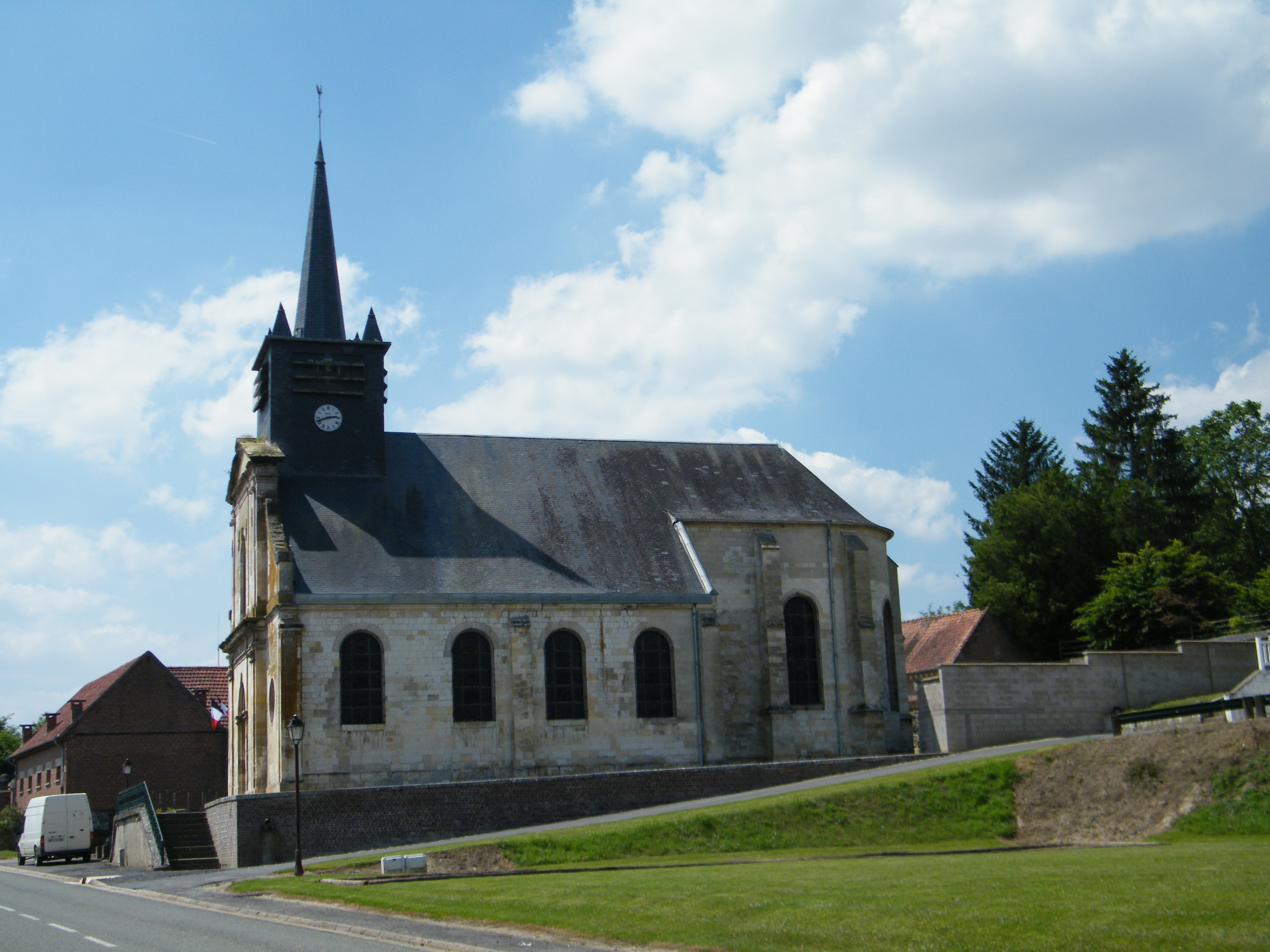
Església

El 2007 la població de fet de Chuignolles era de 153 persones. Hi havia 68 famílies de les quals 16 eren unipersonals (12 homes vivint sols i 4 dones vivint soles), 32 parelles sense fills, 16 parelles amb fills i 4 famílies monoparentals amb fills.
La població ha evolucionat segons el següent gràfic:
Habitants censats

### Habitatges

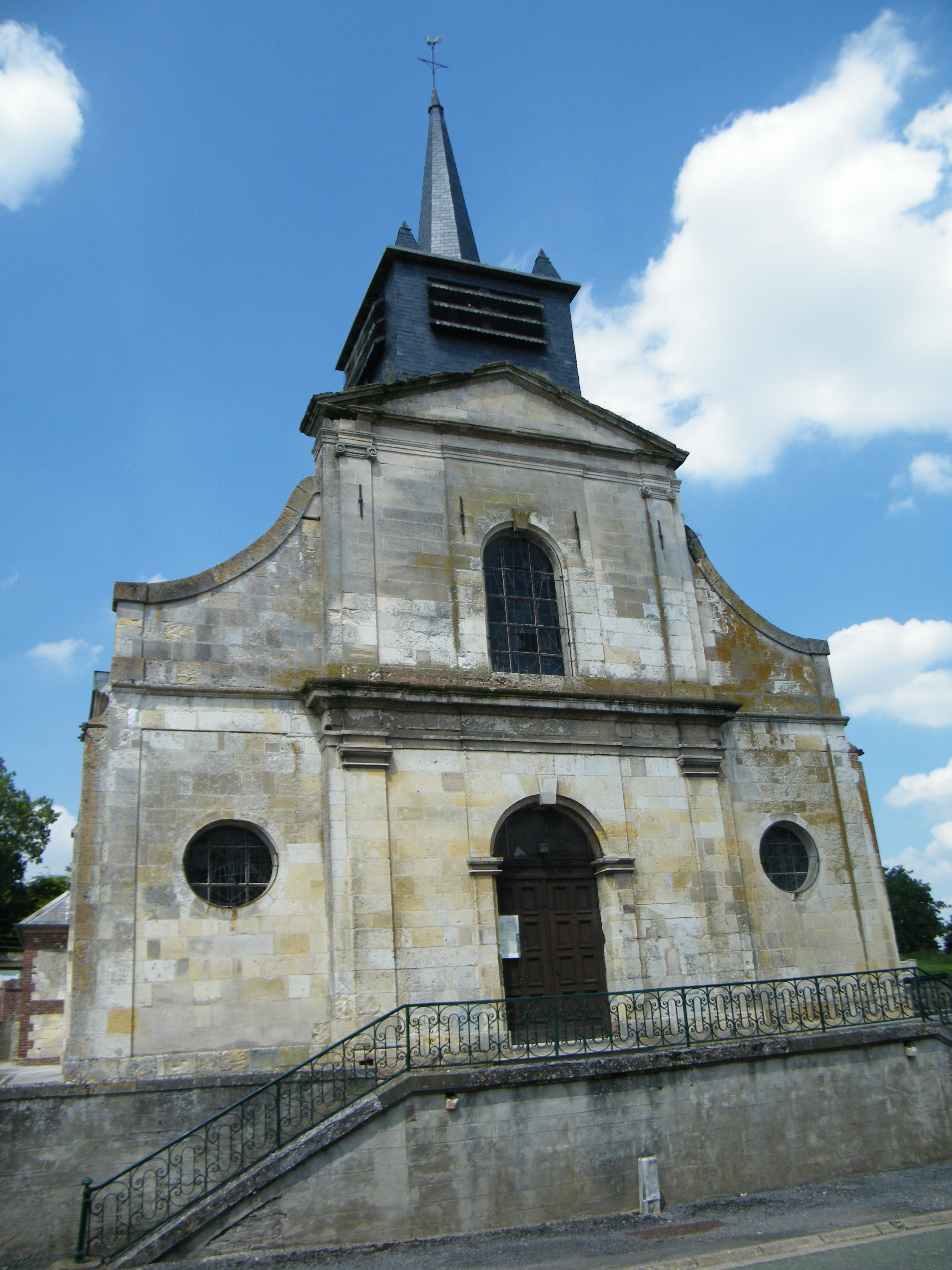

El 2007 hi havia 69 habitatges, 65 eren l'habitatge principal de la família, 2 eren segones residències i 2 estaven desocupats. Tots els 68 habitatges eren cases. Dels 65 habitatges principals, 57 estaven ocupats pels seus propietaris, 6 estaven llogats i ocupats pels llogaters i 2 estaven cedits a títol gratuït; 16 tenien tres cambres, 16 en tenien quatre i 33 en tenien cinc o més. 48 habitatges disposaven pel capbaix d'una plaça de pàrquing. A 29 habitatges hi havia un automòbil i a 24 n'hi havia dos o més.

### Piràmide de població
La piràmide de població per edats i sexe el 2009 era:
| Homes | Edats   | Dones |
| ----- | ------- | ----- |
| 0     | 95 o +  | 0     |
| 0     | 90 a 94 | 0     |
| 4     | 85 a 89 | 0     |
| 0     | 80 a 84 | 4     |
| 0     | 75 a 79 | 4     |
| 4     | 70 a 74 | 4     |
| 16    | 65 a 69 | 8     |
| 0     | 60 a 64 | 4     |
| 0     | 55 a 59 | 0     |
| 4     | 50 a 54 | 0     |
| 0     | 45 a 49 | 4     |
| 8     | 40 a 44 | 4     |
| 4     | 35 a 39 | 0     |
| 8     | 30 a 34 | 12    |
| 0     | 25 a 29 | 4     |
| 0     | 20 a 24 | 0     |
| 0     | 15 a 19 | 4     |
| 8     | 10 a 14 | 4     |
| 4     | 5 a 9   | 0     |
| 0     | 0 a 4   | 4     |

## Economia

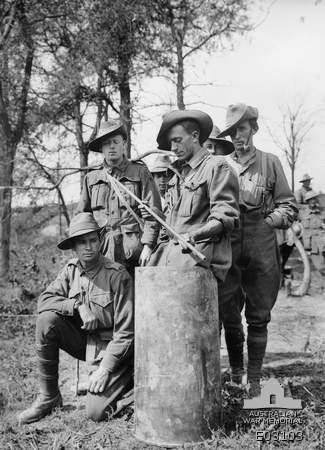
Tropes australianes a la Primera Guerra Mundial

El 2007 la població en edat de treballar era de 91 persones, 61 eren actives i 30 eren inactives. De les 61 persones actives 50 estaven ocupades (25 homes i 25 dones) i 11 estaven aturades (7 homes i 4 dones). De les 30 persones inactives 10 estaven jubilades, 9 estaven estudiant i 11 estaven classificades com a «altres inactius».

### Ingressos
El 2009 a Chuignolles hi havia 69 unitats fiscals que integraven 168 persones, la mediana anual d'ingressos fiscals per persona era de 18.255 €.

### Activitats econòmiques
Dels 8 establiments que hi havia el 2007, 1 era d'una empresa extractiva, 1 d'una empresa alimentària, 1 d'una empresa de fabricació d'altres productes industrials, 1 d'una empresa de construcció, 2 d'empreses de transport, 1 d'una empresa financera i 1 d'una empresa de serveis.
L'únic servei als particulars que hi havia el 2009 era una lampisteria.
L'any 2000 a Chuignolles hi havia 3 explotacions agrícoles que ocupaven un total de 492 hectàrees.

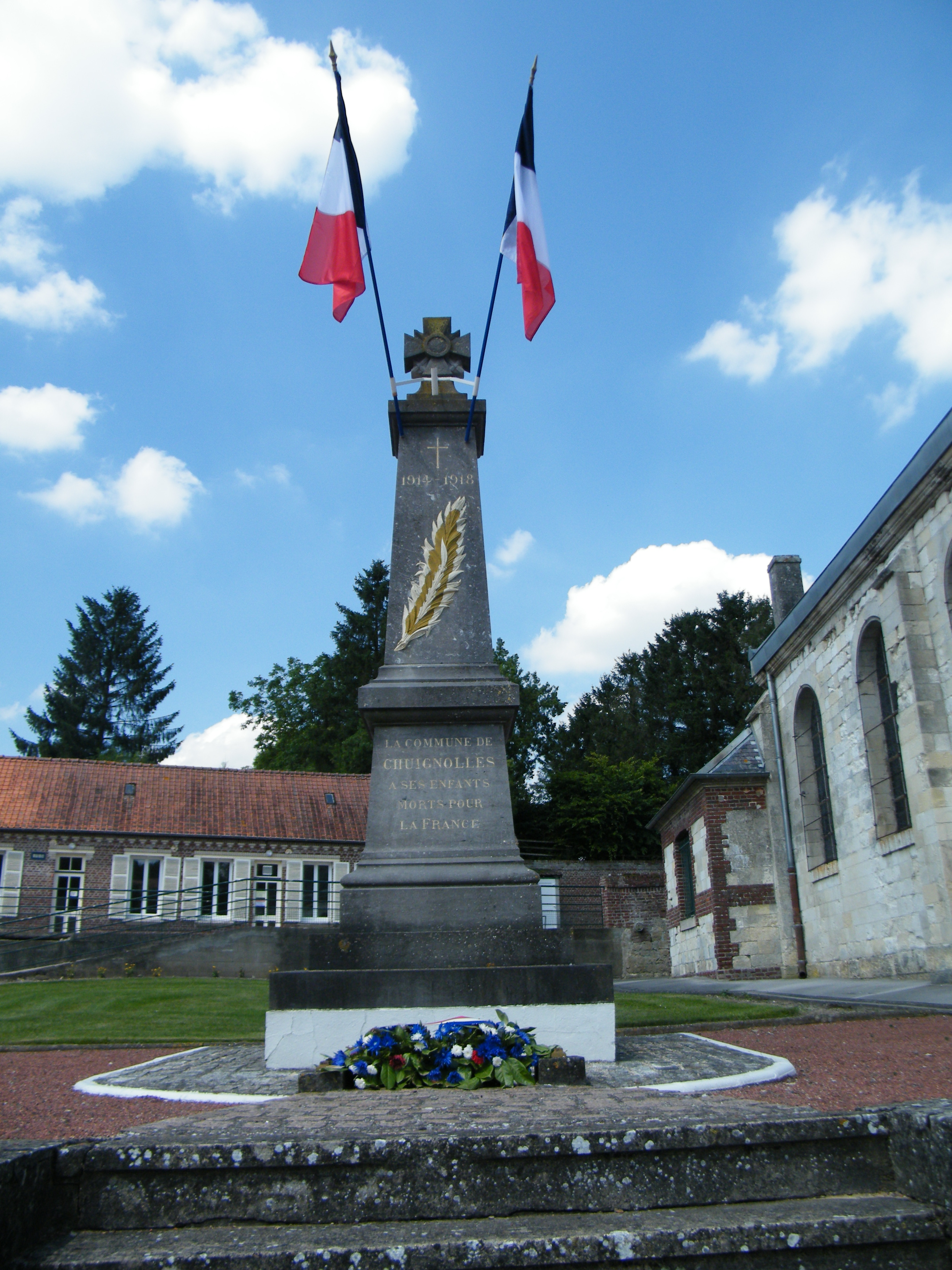

## Poblacions més properes
El següent diagrama mostra les poblacions més properes.